# Kleine Bushidos
Kleine Bushidos ist ein Song des deutschen Rappers Bushido. Er wurde am 5. Oktober 2012 als erste digitale Singleauskopplung aus dem Album AMYF veröffentlicht und erreicht in Deutschland Platz 45, in Österreich Platz 46 und in der Schweiz Platz 52 der Singlecharts. Im Jahr 2013 wurde der Titel für den deutschen Musikpreis Echo Pop in der Kategorie Bestes Video National nominiert.

## Inhalt
In Kleine Bushidos wird Bushidos Betrachtung der gegenwärtigen deutschen Rapszene und sein Einfluss auf diese behandelt. Dabei macht er unter Künstlern und Fans eine starke Orientierung an seiner eigenen Person aus und sieht sich gleichzeitig als Vorreiter der Szene. Diese Stellung macht er dabei sowohl anhand musikalischer Inhalte, den biographischen Werdegängen wie auch optischem Auftreten, insbesondere bezüglich der Frisur, dem Tragen von Accessoires und Kleidung wie Goldketten oder Bomberjacken der Marken Alpha Industries und Cordon Sport, fest. Letztere hatte Bushido gemeinsam mit seinem damaligen Partner Fler spätestens mit dem 2003 auf dem Album Carlo Cokxxx Nutten erschienenen Titel Cordon Sport Massenmord im Rap kultiviert. Darüber hinaus sieht Bushido seine enge Beziehung zum Abou-Chaker-Clan, insbesondere deren Mitglied Arafat Abou-Chaker, durch ähnliche Großfamilienverbindungen bei anderen Rappern imitiert.

## Produktion
Der Titel wurde wie bei den meisten Songs des Albums AMYF von Bushido selbst, dem Produzenten Beatzarre und Djorkaeff produziert.

## Musikvideo
Am 4. Oktober 2012 wurde über Bushidos Kanal auf der Internetplattform YouTube ein Musikvideo zu Kleine Bushidos veröffentlicht, welches wie bereits ein weniges Wochen zuvor herausgebrachtes Video zum Intro des Albums AMYF unter der Regie von Adolfo Kolmerer von Loptafilm produziert wurde.
Das Video beginnt mit einer kurzen Chronik, welche im Schnelldurchlauf Standbilder aus bisherigen Musikvideos mit Beteiligung Bushidos, präsentiert. Enthalten sind dabei u. a. Szenen aus dem Video zum AMYF-Intro, Bushidos Singles Electro Ghetto, Von der Skyline zum Bordstein zurück, Sonnenbank Flavour, Reich mir nicht deine Hand Vergiss mich und Eine Chance/Zu Gangsta, der ersguterjunge-Labeltracks Nemesis und Vendetta, dem mit gemeinsam mit Sido als 23 herausgebrachten So mach ich es, der Eko-Fresh-Single Diese Zwei, der Fler-Single Das alles ist Deutschland, des Kay-One-Titels Style & das Geld sowie des mit den beiden letztgenannten Rappern aufgenommenem Berlins Most Wanted. Durchzogen werden die Bilder dabei mehrfach von dem Schriftzug des Albums AMYF.
Im eigentlichen Video sieht man den Rapper Bushido als Zeichentrick- und als echte Figur. Gezeigt werden zwei wechselnde Szenarien. Eines zeigt Bushido auf dem Dach eines Hochhauses, welches angesichts verschiedener im Hintergrund zu erahnender signifikanter Bauwerke wie dem Reichstagsgebäude, dem Berliner Dom oder dem Berliner Fernsehturm wohl in Bushidos Heimatstadt Berlin angesiedelt sein soll. Deutlicher im Hintergrund zu erkennen ist dabei ein Hochhaus, welches mit dem Leuchtschriftzug Electro Ghetto, dem Titel von Bushidos zweitem Solo-Album, versehen ist. Dem gegenübergestellt wird gezeigt wie Bushido mit einem Katana in ein Gebäude eindringt und mehrere bewaffnete Menschen ausschaltet, um letztlich an die Lederjacke, welche er im Hochhaus-Szenario bereits trägt, zu gelangen.
Auf Youtube wurde das Video (Stand: Mai 2015) bisher über 5,7 Millionen Mal abgerufen.
Im Frühjahr 2013 setzte sich das Musikvideo in einer Vorauswahl von insgesamt 25 Musikvideos durch und gehörte zu den 5 Nominierten für den Echo 2013 in der Kategorie Bestes Video (national). Gewonnen wurde der Preis schließlich von dem Musikvideo zu Stardust von Lena Meyer-Landrut.

## Rezeption

### Charterfolg
Die Single erreichte in der ersten Woche Platz 45 der deutschen Single-Charts. Platz 46 konnte sich die Single in Österreich sichern und in der Schweiz kam sie auf Position 52. In allen drei Ländern konnte sich der Song nur eine Woche halten. Seit der Veröffentlichung von Bushidos erstem Album Vom Bordstein bis zur Skyline unter dem Independent-Label Aggro Berlin im Jahr 2003, dessen Singles Bei Nacht und  Gemein wie 10 beide keine Chartplatzierung verzeichneten, hatte sich die erste Singleveröffentlichung eines Bushido-Albums stets in zumindest einem deutschsprachigen Land mehrere Wochen in den Charts halten können. Kleine Bushidos war somit die erste zuerst aus einem Bushido-Album ausgekoppelte Single seit 9 Jahren, die sich in keinem Land länger als eine Woche in den Single-Charts platzieren konnte.
| ChartsChartplatzierungen | Höchstplatzierung | Wochen |
| ------------------------ | ----------------- | ------ |
| Deutschland (GfK)        | 45 (1 Wo.)        | 1      |
| Österreich (Ö3)          | 46 (1 Wo.)        | 1      |
| Schweiz (IFPI)           | 52 (1 Wo.)        | 1      |

### Reaktionen anderer Künstler
Der Rapper Azad stellte nach Veröffentlichung des Videos zu Kleine Bushidos bei Twitter insbesondere Bushidos Aussagen deutschen Rap „hart gemacht“ zu haben sowie der erste deutsche Rapper mit einer Jacke der Marke Alpha Industries gewesen zu sein in Frage und bezeichnete diesen deshalb als „kleinen Azad“.
Der Berliner Rapper Charnell wiederum beanspruchte über Facebook für sich Berliner Rap schon vor Bushido salonfähig gemacht zu haben.